# Matthias Heinrich
Matthias Heinrich (ur. 26 czerwca 1954 w Berlinie) – niemiecki duchowny katolicki, biskup pomocniczy Berlina od 2009.

## Życiorys

### Prezbiterat
Święcenia kapłańskie otrzymał 20 czerwca 1981 z rąk kard. Joachima Meisnera. Inkardynowany do archidiecezji berlińskiej, był m.in. rektorem seminarium oraz pracownikiem wydziału kurii ds. personalnych (od 2003 jako wikariusz biskupi).

### Episkopat
18 lutego 2009 został mianowany biskupem pomocniczym archidiecezji berlińskiej, ze stolicą tytularną Thibaris. Sakry biskupiej udzielił mu kard. Georg Sterzinsky. Jako wikariusz biskupi odpowiada za sprawy ekumenizmu w diecezji.